# Campionat del món d'escacs de 1995 (clàssic)
El Campionat del món d'escacs de 1995 en versió clàssica, conegut en aquell moment com a Campionat del món d'escacs de la PCA de 1995, se celebrà entre el 10 de setembre i el 16 d'octubre de 1995, al pis número 107 de l'antic World Trade Center a Nova York. En Garri Kaspàrov, el campió regnant, jugà contra l'aspirant Viswanathan Anand un matx a vint partides, i Kaspàrov guanyà per quatre victòries, una derrota, i tretze taules.

## Rerefons
El 1993, el campió de la FIDE regnant, Garri Kaspàrov va decidir de trencar amb la FIDE perquè sentia que la Federació Internacional estava corrupta, i va formar una organització rival, la PCA (Professional Chess Association). Com a reacció, la FIDE va retirar a Kaspàrov la seva condició de Campió del món, i va organitzar un mundial per determinar un nou campió — que fou guanyat per Anatoli Kàrpov.
En Kaspàrov va proclamar que, com que no havia estat derrotat per un aspirant al títol en un matx, i com que de fet ell sí que havia derrotat el legítim aspirant, (Nigel Short el 1993), ell era per tant encara el campió regnant legítim. Per tant, per primer cop des del primer Campionat del món, de 1886, hi hagué dos Campionats del món rivals.
La PCA va iniciar un cicle pel Campionat del món similar en format al que usava la FIDE en aquell moment. Fou l'únic cicle pel campionat del món que la PCA va arribar a completar.

## Classificació
La PCA celebrà un torneig Interzonal i uns Matxs de Candidats en el període 1993–1995. Hi hagué un cert nombre de jugadors d'elit que no hi participaren; el més notable, el Campió del món de la FIDE, Kàrpov.
Tot el cicle es va celebrar aproximadament al mateix temps que el Campionat del món de la FIDE de 1996, amb molts jugadors participant en el mateix temps en ambdós cicles.
L'Interzonal comptà amb 54 jugadors, que s'enfrontaren en un suís a 11 rondes, en què els set primers es classificarien per la fase de Candidats. Aquest set es trobarien amb Nigel Short, el perdedor del matx pel títol de 1993 contra Kaspàrov.
La primera ronda dels matxs de Candidats es jugava al millor de vuit partides. La segona ronda era al millor de 10. La final fou al millor de 12. En cas d'empat en el marcador, es jugaven parells de partides ràpides, fins que un jugador trenqués l'empat.
|  | Quarts de final | Quarts de final | Quarts de final |       |    | Semifinals | Semifinals | Semifinals |  |  | Final | Final  | Final |
|  |                 |                 |                 |       |    |            |            |            |  |  |       |        |       |
|  | 1               | Kamsky          | 4½              |       |    |            |            |            |  |  |       |        |       |
|  | 8               | Kràmnik         | 1½              |       |    |            |            |            |  |  |       |        |       |
|  | 8               | Kràmnik         | 1½              |       |    | Kamsky     | 5½         |            |  |  |       |        |       |
|  |                 |                 |                 |       |    | Kamsky     | 5½         |            |  |  |       |        |       |
|  |                 |                 | Short           | 1½    |    |            |            |            |  |  |       |        |       |
|  | 4               | Short           | Short           | 1½    | 6½ |            |            |            |  |  |       |        |       |
|  | 4               | Short           |                 |       | 6½ |            |            |            |  |  |       |        |       |
|  | 5               | Gulko           | 5½              |       |    |            |            |            |  |  |       |        |       |
|  |                 |                 |                 |       |    |            |            |            |  |  |       | Kamsky | 4½    |
|  |                 |                 |                 | Anand | 6½ |            |            |            |  |  |       |        |       |
|  | 3               | Adams           | 7½              |       |    |            |            |            |  |  |       |        |       |
|  | 6               | Tiviàkov        | 6½              |       |    |            |            |            |  |  |       |        |       |
|  | 6               | Tiviàkov        | 6½              |       |    | Adams      | 1½         |            |  |  |       |        |       |
|  |                 |                 |                 |       |    | Adams      | 1½         |            |  |  |       |        |       |
|  |                 |                 | Anand           | 5½    |    |            |            |            |  |  |       |        |       |
|  | 2               | Anand           | Anand           | 5½    | 5  |            |            |            |  |  |       |        |       |
|  | 2               | Anand           |                 |       | 5  |            |            |            |  |  |       |        |       |
|  | 7               | Romanishin      | 2               |       |    |            |            |            |  |  |       |        |       |

## La final
La final es va jugar al World Trade Center, al 107è pis de la Torre Sud.
|          | Elo        | 1 | 2 | 3 | 4 | 5 | 6 | 7 | 8 | 9 | 10 | 11 | 12 | 13 | 14 | 15 | 16 | 17 | 18 | Total |
| -------- | ---------- | - | - | - | - | - | - | - | - | - | -- | -- | -- | -- | -- | -- | -- | -- | -- | ----- |
| Anand    | 2725 (+13) | ½ | ½ | ½ | ½ | ½ | ½ | ½ | ½ | 1 | 0  | 0  | ½  | 0  | 0  | ½  | ½  | ½  | ½  | 7½    |
| Kaspàrov | 2795 (-32) | ½ | ½ | ½ | ½ | ½ | ½ | ½ | ½ | 0 | 1  | 1  | ½  | 1  | 1  | ½  | ½  | ½  | ½  | 10½   |
El matx va començar amb vuit taules consecutives. A la partida 9 Anand, amb blanques, va trencar la siciliana Scheveningen de Kaspàrov i aconseguí la victòria. En Kaspàrov va tornar el cop immediatament a la desena partida, amb una novetat a la Ruy López oberta.
La partida 11 fou probablement el punt d'inflexió del matx. En Kaspàrov donà una gran sorpresa jugant la siciliana del drac amb negres – una defensa que fou popular en temps pretèrits, però que actualment és jugada al màxim nivell només per uns pocs especialistes. Anand no es va adonar d'una relativament simple combinació i va perdre. Després d'unes taules a la partida 12, Anand va tornar a jugar feblement contra el Dragó a la partida 13, tornant a perdre amb blanques, i quedant dos punts per sota.
Quan Anand va perdre la partida 14, en Kaspàrov va quedar com a líder per 8½-5½ i el matx estava tècnicament acabat. Els jugadors varen entaular les partides restants.